# Chalice of Suffering
Chalice of Suffering (dt. Kelch des Leidens) ist eine 2015 gegründete  Death- und Funeral-Doom-Band.

## Geschichte
Der in Minnesota lebende John McGovern (Solemn Echoes, Forever Falling) gründete 2015 Chalice of Suffering als Band mit dem Ziel der Kooperation mit weiteren Musikern und der kreativen Selbstverwirklichung. Die erste Besetzung der Band bestand aus ihm als Sänger und Mitgliedern regionaler sowie internationaler Metal-Interpreten wie We Are Legion und Goblin Hovel. Der regionalen Deathcore-Band We Are Legion entstammten der Gitarrist Will Maravelas und der Schlagzeuger Aaron Lanik. Auch der Sänger Allan Towne brachte sich mit einem Gastbeitrag auf dem Debüt von Chalice of Suffering For You I Die ein. Robert Bruce Pollard von der Doom-Metal-Band Goblin Hovel engagierte sich als Flötist für Chalice of Suffering. Hinzukommend brachte sich der bulgarische Keyboarder und Gitarrist Nikolay Velev ein. McGovern suchte die Bandmitglieder im Freundes- und Bekanntenkreis sowie über Soziale Netzwerke zusammen.

„I have known our drummer for a very long while. His son and my son were in scouts together, so that is how we connected. My guitarist, I've known him since 2014. I was looking for a studio to record our first record and Will said he loves doom and was interested. Nikolay I've known since about 2014/2015 from a post I did on the Metal-archives.com site, and the other guys from Facebook Metal community page.“

„Unseren Schlagzeuger kenne ich schon sehr lange. Sein und mein Sohn waren zusammen bei den Pfadfindern. Unseren Gitarristen kenne ich seit 2014. Ich suchte nach einem Studio, um unser erstes Album aufzunehmen, und Will sagte, er liebe Doom und sei interessiert. Nikolay kenne ich seit ungefähr 2014/2015 aus einem Post, den ich auf der Website Metal Archives gemacht habe, und die anderen Jungs aus Facebook-Gruppen.“

Die Aufnahme zu For You I Die startete im Frühjahr 2015 in den 14:59 Studios in Minneapolis in völliger Eigenverantwortung der Band. Da das Studio von dem Gitarristen Maravelas betrieben wurde, brachte dieser sich auch als Tontechniker in den Aufnahmeprozess ein. Maravelas übernahm hinzukommend die Aufnahmeleitung. Er skizzierte die Stücke auf der Gitarre und arrangierte die Musik. Velev nahm seine Beiträge in einem Heimstudio auf und sandte sie der Band zu. Nachdem so alle geplanten Stücke feststanden, spielte Lankin das Schlagzeug in Maracelas Studio ein. Kevin Murphy spielte daraufhin Sackpfeife und Sprechpassagen in Gälisch in einem Studio in seiner Umgebung, nach Anweisungen und Hinweisen McGoverns, auf. Ähnlich brachte sich Pollard mit der Tin Whistle ein. Aus Ermangelung einer adäquaten Besetzung spielte Maravelas auch den Bass und weitere Keyboard-Passagen ein und zum Ende fügte McGovern den Gesang hinzu. Im April 2016 erschien das Album als Musik-Download, CD, LP und MC über GS Productions und Times End Records und wurde durchschnittlich bis positiv aufgenommen. Die Beurteilung variierten von der Einschätzung als „ein guter Versuch mit einigen Lichtblicke, der allerdings erfolglos darin [sei] das Interesse der Hörer zu halten“. Über Wertungen als „insgesamt anständige Arbeit“ und „würdiges Unterfangen[,] das den Standard in einem bereits überfüllten Genre erhöht“, sowie als eine „erfolgreiche Veröffentlichung im Genre“ bei der die „Effektivität der Atmosphäre, die die Band schafft, […] unbestreitbar“ sei. Bis hin zu der Prognose, dass „die Band sicher Dutzende von Fans begeistern“ werde und Aussagen, dass For You I Die als Debüt ein „Meisterwerk“ sei, dass „viel mehr als nur einige zusammengewürfelte Songs“ bietet.
In der auf die Veröffentlichung folgenden Werbephase zu For You I Die nahm McGovern Kontakt zu Kunal Choksi von Transcending Obscurity Records auf. Dieser zeigte sich begeistert von der Veröffentlichung und bot Chalice of Suffering einen Vertrag für ein Folgealbum an. Dieses im April 2019 veröffentlichte Album, Lost Eternally wurde dem Debüt ähnlich überwiegend in den 14:59 Studios in Minneapolis unter der Leitung von Maravelas aufgenommen. Mit Neal Pruett wurde die Band um einen Bassisten ergänzt. Als Gäste brachten sich mehrere Sänger international populärer Metal-Bands ein. Der Däne Danny Woe von Woebegone Obscured sang auf Emancipation of Pain, der Inder Sahil „The Demonstealer“ Makhija von Demonic Resurrection im Duett mit McGovern auf Miss Me, but let Me Go, der aus Florida stammende Giovanni Antonio Vigliotti von Somnet im Duett mit McGovern  auf Lost Eternally und der Texaner Justin Buller von In Oblivion auf The Hurt. Das Album wurde international breit gefächert rezensiert. Unter anderem befassten sich amerikanische, britische, belgische, italienische, spanische, deutsche,, kanadische, griechische und niederländische Webzines mit dem Album und bewerteten es nahezu einhellig positiv.

„Mit Gruppen wie CHALICE OF SUFFERING im Ohr lässt man sich die kleine Renaissance des Doom Death derzeit gefallen. ‘Lost Eternally’ ist zwar kein Knaller wie in jüngerer Zeit etwa God Diseases ‘Drifting Towards Inevitable Death’, aber ein hervorragendes Stück Doom Death, mit dem sich nachgewachsene Generationen in die Materie einarbeiten können.“

## Stil
Den lyrischen Rahmen bestimmt McGovern, der die Texte als durchgehend persönliche Reflexionen beschreibt. So beschäftige sich Chalice of Suffering mit „Traurigkeit, Verzweiflung und Depression“, auf der Basis eigener Erfahrungen. Insbesondere der Verlust ihm nahe stehender Personen, auf dem Debüt sein Vater, auf Lost Eternally seine Mutter, trugen zur Entstehung der Texte bei. Der Themenkreis Isolation, Depression, Schwäche und Trauer sei auch über die Texte zu seinen Eltern hinaus maßgebend und auf ihn selbst bezogen.
Die von Chalice of Suffering hierzu gespielte Musik wird dem Death- und Funeral-Doom zugerechnet. In der für das Webzine Doom-Metal.com wird die Musik als melodischer Funeral Doom mit Einflüssen aus der keltischen Folklore und der klassischen Musik beschrieben. Zum einordnenden Vergleich wird dabei auf Shape of Despair verwiesen. Die einzelnen Stücke werden mit einer Dauer von stets mehr als sechs Minuten als lang wahrgenommen. Dabei sei die Musik „konsequent auf Atmosphäre ausgelegt“. Der Stil wird von Chalice of Suffering „zwanglos interpretiert“. „Keyboards (Orgelsounds vor allem), Growls und ewig lang ausklingende Riffs“ entsprechen beiden bespielten Genren. Diese Bestandteile werden indes um „elegische Bläser-Klänge […] und klaren Gesang“ ergänzt, was der Band Eigenständigkeit im Genre verleiht.

## Diskografie
- 2016: For You I Die (Album, GS Productions)
- 2019: Lost Eternally (Album, Transcending Obscurity Records)